# Rozzano
Rozzano je italská obec v metropolitním městě Milán v oblasti Lombardie.
K prosinci 2021 zde žilo 41 214 obyvatel.

## Sousední obce
Assago, Basiglio, Milán, Opera, Pieve Emanuele, Zibido San Giacomo